# 李瑞环
李瑞环（1934年9月17日—），天津市人，中国共产党和中华人民共和国政治人物，原正国级领导人，全国劳动模范。1951年7月参加工作，1959年9月加入中国共产党，毕业于北京建筑工程学院（现北京建筑大学）工业与民用建筑专业。曾任共青团中央书记处书记，全国青联副主席，中共天津市委副书记、市长、市委书记等职务。1987年当选为中共中央政治局委员；1989年至2002年，担任中共中央政治局常委；1993年至2003年，担任第八、九届全国政协主席。
李瑞环出身贫寒，童年时便在家乡幹活做工，且因战乱及家境原因未接受过完整的初高等教育。1951年，其赴北京务工，被偶然相中培养成为木工工匠。在此间，其凭借刻苦钻研、创新技艺、勤劳肯幹等素质脱颖而出，成为劳动模范，并逐步走上了领导岗位，领导建设了多项国家重点工程。1973年，其获任北京市建委副主任。1979年，任共青团中央书记处书记及全国青联副主席。1981年，李瑞环调回家乡天津，任市委常委、副市长，1982年起任天津市代理市长、市长，1987年任中共天津市委书记，同年当选为中共中央政治局委员。在天津主政期间，李瑞环以实幹精神和非凡魄力为民众办实事，兴建了引滦入津等民生工程，深受市民认可，也引起了中央高层的注意。
1989年6月，在中共十三届四中全会上当选为中央政治局常委、中央书记处书记，成为党和国家最高领导层成员，分管宣传及意识形态工作。1992年及1997年，其两次当选连任中共中央政治局常委。1993年3月，其当选为全国政协主席，1998年3月获得连任，至2003年3月卸任退休。
李瑞环是中共党内经历较为独特的高层领导人，相比于其同期和同级别的官员，其没有来自各方面的背景，也几乎没有正规的学历，完全是凭借其个人的非凡能力和机遇从一名普通的基层工人逐步成长为封疆大吏，直至进入党和国家的最高领导层，这十分罕见。而其在任期间也因为独特的经历和个性展现了较为开明、务实的领导行事风格，受到了外界的积极评价。

## 个人经历

### 早年岁月
李瑞环出生于天津市宝坻县霍各庄镇陈家口村，出身贫寒，自年幼时就开始帮家里幹农活，其没有接受过正式的系统性教育，因为只断断续续读过六年书，也没有文凭和学历，不过，据官方简历表示，他曾在1958年至1963年，在北京建工业余学院工业与民用建筑专业学习。17岁时，其来到北京打工，在一次偶然的机会，獲一位木工工长看中，决定传授他做木工的手艺。1951年，李瑞环成为北京市第三建筑公司的普通工人。
1959年，李瑞环参与到人民大会堂、北京工人体育场等一系列国家大型建筑工程中。他和后来曾任北京市常务副市长的张百发一样，都是当时活跃在各个建设工地的青年突击队的队长。在这期间，李瑞环曾在北京建工业余学院进修。
在1965年转为干部之前，李瑞环做了近15年的工人。15年间，他搞了100多项技术革新，当时獲譽为革新的能手；他还创造了木工的一种简易计算法，用以取代传统的“放大样”；也因此，曾被誉为“青年鲁班”。后来，他将这种方法写成一本小册子《木工简易计算法》；其事迹，也被拍成了电影。（也就是1964年上映的《青年鲁班》）

### 涉足政界
1965年，李瑞环转为干部，并出任北京建筑材料供应公司党委副书记、兼北京建筑木材厂党总支部书记。他就是从这家工厂的一位党务干部做起，一步一步地成为了中共的高级领导人。
文化大革命开始后，李瑞环受到迫害，被迫停止工作，直到1971年。此后，他一直在北京市建筑行业工作；曾历任建筑木材厂的党委书记、北京市建筑材料工业局党委副书记、北京市建委副主任、北京市总工会副主任等职。任北京市建委副主任期间出任毛主席纪念堂工程指挥部总指挥。1979年，李瑞環主持興建了首都機場1号航站樓及配套工程。而后，他从工会转到中国共青团任职。1980年，李瑞環當選為共青團中央常委、團中央書記處書記、全国青联副主席。其辦事能力受到时任共青团中央书记胡启立的欣赏。在胡启立出任天津市市长后不久，李瑞环在1981年就被任命为天津市副市长，成为胡启立的助手，并由此正式进入政坛。

### 主政天津
在胡启立调离天津入主中共中央办公厅后，李瑞环于1982年顺势接班，出任天津市市长；五年后，晋升中共天津市委书记，并继续兼任市长职务。
在主政天津期间，李瑞环以他务实的精神、亲民的态度，以及通过进行城市基础设施的建设，在民众中取得相当不错的声誉。其中，有两项关系到市民生活的重大工程：第一个是引滦入津工程，来缓解天津市民吃水难的问题；另一个就是建设城市交通干线，市区有中环线、外围有71公里的外环线。据统计，在天津工作的八年里，在李瑞环的主持下，政府为市民办了110件实事。1987年11月，在中共十三届一中全会上，李瑞环当选为中共中央政治局委员，成为党和国家领导人。
李瑞环在主政天津期间，常会下工地，在民间走动，不常在办公室，因此也受到一定好评。

### 中央政治局常委
1989年6月，在六四天安门事件发生后，中共中央高层进行改组；中共天津市委书记李瑞环和中共上海市委书记江泽民以及中共中央组织部部长宋平同时在中共十三届四中全会上，被增补为中共中央政治局常委（排名第六），进入最高领导层，时年55岁的李瑞环同时出任中共中央书记处书记，也成为政治局常委中的最年轻者；而江泽民则升任中共中央总书记。
首次进入中央工作的李瑞环接替被免职的胡启立出任中央宣传思想工作领导小组组长，分管意識形態及統戰工作。在当时的政治环境下，李瑞环顶住来自党内保守派要求「反对自由化」的压力，强调文艺创作“必须有一个宽松和谐的环境”，被视为是继胡耀邦、赵紫阳、万里、習仲勳之后，中共又一个思想开明的领导人。

### 十年政协
1992年10月，中共十四大召开，六四事件后产生的第三代中共领导集体正式接班，李瑞环也在中共十四届一中全会上连任中共中央政治局常委，党内排名由第六上升至第四。在六四全国清查运动中，李瑞环和乔石尽可能在自己职权范围内保护了一些知识分子。有消息说，李瑞环和乔石的所作所为引起江泽民、李鹏和一些保守派元老强烈不满。保守势力在六四之后要反和平演变，打击异议人士，但李瑞环却要理顺群众情绪，要保护异见分子。 随即，在1993年3月的“两会”上，李瑞环以59岁之年龄，被安排出任一向被视为是“只有退休前中共领袖”才会担任的“闲职”——全国政协主席，而意识形态负责人则变成了思想更为保守的丁关根。
1995年，李瑞環講紫砂茶壺故事。一位窮老太太去市場賣紫砂茶壺，有一位顧客看到壺裡長滿茶垢，知道此乃上百年之好茶壺，就算不加茶葉，倒入清水也會有茶香，於是願去拿三兩銀高價購買。但老太太覺得茶壺如此舊髒，不好意思，就洗乾淨茶漬，買主回來，連聲嘆息，此壺連五錢銀子也不值了。其後來解釋：「要真正、正確認識香港、管好香港，並不容易，不要麻痹大意，不要自以為是。」「許多好事，你不理解就不自覺，就很難堅持下來，也很難說你所去掉是好是壞。」
然而，在李瑞环主掌全国政协工作后，他积极鼓励政协委员参政议政，并提出了“尽职不越位、帮忙不添乱、切实不表面”的政协工作新思路。经过十年努力，李瑞环不斷改進全国政协的工作，其中他要求政协提案“选题要精，内容要有分量，文字要严谨”，提案质素大大提高。
1997年9月19日，李瑞环在中共十五届一中全会上连任中共中央政治局常委，党内排名维持第四，并在1998年连任政协主席。

### 退休
2002年，一批当时的中共领导将要退休。对于68岁的李瑞环，外界的有不少的传闻和猜测。在全国政协十届一次会议全体委员预备会议上，李瑞环还是做了“告别演说”。他表示：
作为九届全国政协主席，我衷心希望和祝愿全国政协十届一次会议圆满成功；衷心希望和祝愿十届全国政协坚持好的东西，修正错的东西，创造新的东西；衷心希望和祝愿人民政协事业越来越好；并衷心希望和祝愿十届全国政协委员在认真履行职责的同时，事业有成，个人进步。
媒体评价说，“中国政协的李瑞环时代”宣告结束。
2002年11月15日，68岁的李瑞环在中共十六届一中全会后卸任中共中央政治局常委，并在2003年3月第十届全国政协一次会议后卸任政协主席退休，其职务由新当选的中共中央政治局常委贾庆林接任。

### 晚年生活
李瑞环平时喜好打网球、乒乓球、钓鱼、京剧；在他的提议和领导下《中国京剧音配像精粹》工程为大批京剧以及其它剧种老录音配像。他还曾任中国乒乓球协会的名誉主席。退休后，李瑞环还出版了书籍——《学哲学 用哲学》、《辩证法随谈》、《务实求理》、《看法与说法》等。李瑞环还是一名足球迷，在他就任天津市市长期间，几乎天津足球队每次主场比赛他都亲临现场观战，还与球队主教练严德俊，队员左树声、陈金刚、吕洪祥等人关系密切，在他的大力支持下，80年代的天津队进入一个全盛时期。
李瑞环在退休后也会在部分场合露面，包括中共十七大、中共十八大、中共十九大、中共二十大等历届党代会和改革开放三十周年庆祝大会、2009年阅兵、2015年阅兵、2019年阅兵、2021年建党100周年大会、江泽民追悼大会等重要活动。
2024年9月30日，李瑞环跟温家宝一道出席国庆75年晚会，分坐习近平两边。

## 著作
专著
- 《木工简易计算法》（1972年中国建筑工业出版社）
- 《为人民办实事随谈》上下册（1990年华艺出版社）
- 《城市建设随谈》上下册（1996年天津社会科学院出版社）

学哲学
- 《学哲学用哲学》上下册（2005年中国人民大学出版社）
- 《辩证法随谈》（2007年中国人民大学出版社）
- 《务实求理》上下册（2010年中国人民大学出版社）
- 《看法与说法》共四册（2013年中国人民大学出版社）

京剧爱好
- 《李瑞环改编剧本集》（2005年中国文史出版社）
- 《李瑞环谈京剧艺术》（2012年三联书店出版）

## 家庭
- 妻子：王淑兰。李瑞环好友张百发的妻子和李瑞环的妻子同名同姓，成为两家的趣事。
  - 长子：李振智（George)。拥有麻省理工学院斯隆管理学院的MBA学位，曾先后就职于美林证券和瑞银。
  - 次子：李振福（Jeffrey)。曾任诺华制药中国区总裁。2009年创立德福资本，主要的投资中国医疗健康行业的成长期企业。

## 捐款
2009年11月21日李瑞环收藏30年的一幅吴冠中油画《北国风光》拍卖出人民币2700万元，拍得款项捐献给李瑞环亲手创办的桑梓助学基金会。